# Campionati italiani assoluti di atletica leggera indoor 2016
I XLVII Campionati italiani assoluti di atletica leggera indoor si sono svolti al Palaindoor di Ancona, sede della manifestazione per la nona volta, il 5 e 6 marzo 2016 e hanno visto l'assegnazione di 26 titoli (13 maschili e 13 femminili).
Ai campionati erano iscritti 444 atleti (207 uomini e 237 donne) appartenenti a 116 società sportive, a cui si aggiungono circa trenta staffette 4×200 metri.
Durante la manifestazione sono stati assegnati anche i titoli dei campionati italiani di società indoor: lo scudetto è stato assegnato al femminile alla società milanese Bracco Atletica, seguita da Atletica Brescia 1950 e ACSI Italia Atletica, mentre al maschile il titolo è andato alla reatina Atletica Studentesca CA.RI.RI. con alle spalle S.E.F. Virtus Emilsider Bologna e Brixia Atletica 2014.
L'atleta più titolata è stata la quasi diciassettenne Marta Zenoni, con due medaglie d'oro negli 800 e 1500 metri. Considerando anche le staffette, Ilenia Draisci ha conquistato due titoli: nei 60 metri piani e come componente della staffetta 4×1 giro del Centro Sportivo Esercito.

## Risultati

### Uomini
| Specialità                                                                              | Oro                                                                                 | Prestazione | Argento                                                                                       | Prestazione | Bronzo                                                                                | Prestazione |
| Corse                                                                                   |                                                                                     |             |                                                                                               |             |                                                                                       |             |
| 60 m                                                                                    | Michael Tumi Gruppo Sportivo Fiamme Oro                                             | 6"68        | Fabio Cerutti Gruppi Sportivi Fiamme Gialle                                                   | 6"72        | Massimiliano Ferraro                                                                  | 6"73        |
| 400 m                                                                                   | Matteo Galvan Gruppi Sportivi Fiamme Gialle                                         | 47"29       | Mario Lambrughi Atletica Riccardi                                                             | 47"78       | Davide Piccolo SEF Virtus Emilsider Bologna                                           | 48"19       |
| 800 m                                                                                   | Gabriele Bizzotto CUS Parma                                                         | 1'51"14     | Mohad Abdikadar Sheik Ali Centro Sportivo Aeronautica Militare                                | 1'51"58     | Andrea Romani Centro Ester Napoli                                                     | 1'51"81     |
| 1500 m                                                                                  | Mohad Abdikadar Sheik Ali Centro Sportivo Aeronautica Militare                      | 3'44"68     | Soufiane El Kabbouri Atletica Riccardi                                                        | 3'46"13     | Joao Bussotti Centro Sportivo Esercito                                                | 3'47"65     |
| 3000 m                                                                                  | Yemaneberhan Crippa Gruppo Sportivo Fiamme Oro                                      | 7'57"25     | Yassin Bouih Gruppi Sportivi Fiamme Gialle                                                    | 7'57"45     | Soufiane El Kabbouri Atletica Riccardi                                                | 8'01"74     |
| 60 m hs                                                                                 | Lorenzo Perini Centro Sportivo Aeronautica Militare                                 | 7"76        | Emanuele Abate Gruppo Sportivo Fiamme Oro                                                     | 7"85        | Gianni Frankis                                                                        | 7"85        |
| Marcia 5000 m                                                                           | Francesco Fortunato Gruppi Sportivi Fiamme Gialle                                   | 19'12"00    | Leonardo Dei Tos Athletic Club 96                                                             | 19'48"11    | Flavio Vona Atletica Biotekna Marcon                                                  | 21'28"87    |
| Staffetta 4×1 giro                                                                      | Atletica Riccardi Giacomo Tortu Giovanni Galbieri Simone Tanzilli Federico Cattaneo | 1'26"39     | SEF Virtus Emilsider Bologna Andrea Pedrelli Davide Piccolo Diego Pettorossi Marco Gianantoni | 1'28"21     | Brixia Atletica 2014 Alessandro Papetti Andrea Federici Roberto Rigali Pietro Pivotto | 1'28"39     |
| Concorsi                                                                                |                                                                                     |             |                                                                                               |             |                                                                                       |             |
| Salto in alto                                                                           | Gianmarco Tamberi Gruppi Sportivi Fiamme Gialle                                     | 2,36 m      | Silvano Chesani Gruppo Sportivo Fiamme Oro                                                    | 2,22 m      | Andrea Lemmi Gruppi Sportivi Fiamme Gialle                                            | 2,22 m      |
| Salto con l'asta                                                                        | Alessandro Sinno Centro Sportivo Aeronautica Militare                               | 5,35 m      | Matteo Cristoforo Capello Atletica Piemonte                                                   | 5,20 m      | Marco Boni Centro Sportivo Aeronautica Militare                                       | 5,00 m      |
| Salto in lungo                                                                          | Stefano Tremigliozzi Centro Sportivo Aeronautica Militare                           | 7,84 m      | Antonmarco Musso Atletica Oristano                                                            | 7,67 m      | Simone Forte Gruppi Sportivi Fiamme Gialle                                            | 7,58 m      |
| Salto triplo                                                                            | Fabrizio Schembri Centro Sportivo Carabinieri                                       | 16,82 m     | Fabrizio Donato Gruppi Sportivi Fiamme Gialle                                                 | 16,74 m     | Simone Forte Gruppi Sportivi Fiamme Gialle                                            | 16,62 m     |
| Getto del peso                                                                          | Daniele Secci Gruppi Sportivi Fiamme Gialle                                         | 19,35 m     | Sebastiano Bianchetti Atletica Studentesca CA.RI.RI.                                          | 19,18 m     | Giovanni Faloci Gruppi Sportivi Fiamme Gialle                                         | 16,91 m     |
| record dei campionati; record nazionale; record personale; record personale stagionale. |                                                                                     |             |                                                                                               |             |                                                                                       |             |

### Donne
| Specialità                                                                              | Oro                                                                                   | Prestazione | Argento                                                                             | Prestazione | Bronzo                                                                                                | Prestazione |
| Corse                                                                                   |                                                                                       |             |                                                                                     |             | |             |
| 60 m                                                                                    | Ilenia Draisci Centro Sportivo Esercito                                               | 7"40        | Audrey Alloh Gruppo Sportivo Fiamme Azzurre                                         | 7"41        | Irene Siragusa Centro Sportivo Esercito                                                               | 7"42        |
| 400 m                                                                                   | Ayomide Folorunso Gruppo Sportivo Fiamme Oro                                          | 53"16       | Chiara Bazzoni Centro Sportivo Esercito                                             | 53"86       | Marta Milani Centro Sportivo Esercito                                                                 | 53"97       |
| 800 m                                                                                   | Marta Zenoni Atletica Bergamo 1959                                                    | 2'03"88     | Irene Baldessari Centro Sportivo Esercito                                           | 2'04"41     | Eleonora Vandi Atletica AVIS Macerata                                                                 | 2'05"85     |
| 1500 m                                                                                  | Marta Zenoni Atletica Bergamo 1959                                                    | 4'24"59     | Giulia Aprile Centro Sportivo Esercito                                              | 4'30"72     | Chiara Casolari AS La Fratellanza 1874                                                                | 4'30"85     |
| 3000 m                                                                                  | Valentina Costanza Centro Sportivo Esercito                                           | 9'24"12     | Gloria Tessaro Atletica Vicentina                                                   | 9'29"16     | Isabella Papa Centro Sportivo Esercito                                                                | 9'37"30     |
| 60 m hs                                                                                 | Giulia Pennella Centro Sportivo Esercito                                              | 8"12        | Micol Cattaneo Centro Sportivo Carabinieri                                          | 8"19        | Veronica Borsi Gruppi Sportivi Fiamme Gialle                                                          | 8"20        |
| Marcia 3000 m                                                                           | Sibilla Di Vincenzo Bracco Atletica                                                   | 13'10"99    | Ilaria Galli Atletica Firenze Marathon                                              | 13'38"29    | Alessia Zapparoli CUS Bologna                                                                         | 13'40"39    |
| Staffetta 4×1 giro                                                                      | Centro Sportivo Esercito Ilenia Draisci Chiara Bazzoni Raphaela Lukudo Irene Siragusa | 1'38"01     | Bracco Atletica Daniela Tassani Beatrice Mazza Sabrina Galimberti Marta Maffioletti | 1'39"00     | Atletica Brescia 1950 Martina Piergallini Giulia Guglielmi Maria Helena Gioia Johanelis Herrera Abreu | 1'39"50     |
| Concorsi                                                                                |                                                                                       |             |                                                                                     |             | |             |
| Salto in alto                                                                           | Alessia Trost Gruppi Sportivi Fiamme Gialle                                           | 1,94 m      | Desirée Rossit Gruppo Sportivo Fiamme Oro                                           | 1,86 m      | Maura Mannucci Atletica Studentesca CA.RI.RI.                                                         | 1,83 m      |
| Salto con l'asta                                                                        | Sonia Malavisi Gruppi Sportivi Fiamme Gialle                                          | 4,35 m      | Giorgia Benecchi CUS Parma                                                          | 4,30 m      | Giulia Cargnelli Gruppo Sportivo Forestale                                                            | 4,15 m      |
| Salto in lungo                                                                          | Martina Lorenzetto Bracco Atletica                                                    | 6,33 m      | Dariya Derkach Centro Sportivo Aeronautica Militare                                 | 6,29 m      | Laura Strati Atletica Vicentina                                                                       | 6,22 m      |
| Salto triplo                                                                            | Simona La Mantia Gruppi Sportivi Fiamme Gialle                                        | 13,57 m     | Francesca Lanciano Alteratletica Locorotondo                                        | 13,41 m     | Eleonora D'Elicio Gruppo Sportivo Fiamme Azzurre                                                      | 13,32 m     |
| Getto del peso                                                                          | Chiara Rosa Gruppo Sportivo Fiamme Azzurre                                            | 17,55 m     | Julaika Nicoletti Gruppo Sportivo Forestale                                         | 16,60 m     | Sydney Giampietro Pro Patria Milano                                                                   | 15,75 m     |
| record dei campionati; record nazionale; record personale; record personale stagionale. |                                                                                       |             |                                                                                     |             | |             |